# NGC 5081
NGC 5081 ist eine 13,6 mag helle Balken-Spiralgalaxie vom Hubble-Typ SBb im Sternbild Haar der Berenike am Nordsternhimmel. Sie ist schätzungsweise 298 Millionen Lichtjahre von der Milchstraße entfernt und hat einen Durchmesser von etwa 195.000 Lichtjahren.
Das Objekt wurde am 19. April 1865 von Heinrich Louis d’Arrest entdeckt.